# Agnese di Poitiers
Agnese di Poitiers (1052 circa – dopo il 18 giugno 1089) è stata una nobildonna italiana.
Fu contessa consorte di Savoia e forse regina consorte d'Aragona. Era figlia di Guglielmo di Poitiers, il quale si ritiene fosse Guglielmo VII di Aquitania, cui moglie Ermesinde sarebbe stata poi sua madre.

## Biografia

### Possibile matrimonio con Ramiro I d'Aragona
Agnese divenne un nome popolare nella Casa di Poitiers in seguito al matrimonio di Guglielmo V di Aquitania con Agnese di Borgogna.  Tre donne aquitane che condividono il nome Agnese sono note per aver sposato monarchi iberici e si ipotizza che una quarta consorte iberica di nome Agnese fosse aquitana.
Ramiro I d'Aragona sposò una seconda moglie di nome Agnese, che in base al nome si ritiene fosse di origini aquitane. La parentela della donna è contestata: potrebbe essere stata figlia di Guglielmo VI di Aquitania o del suo fratellastro Guglielmo VII. Si ritiene da alcuni che il duca Guglielmo VI fosse morto senza figli. Allo stesso modo, a differenza di Guglielmo VII, era solo figliastro di Agnese di Borgogna, e quindi era meno probabile che sua figlia portasse il nome di Agnese. D'altra parte, qualsiasi figlio del duca Guglielmo VII non avrebbe avuto più di sei anni al momento del matrimonio di Ramiro, il che potrebbe spiegare la mancanza di figli nati da Ramiro e dalla sua seconda moglie.
Ramiro I morì l'8 maggio 1063 lasciando vedova questa donna che non si vede più in Aragona. Poiché ciò avvenne l'anno prima che Agnese, proposta come figlia di Guglielmo VII, sposasse Pietro di Savoia, è plausibile che queste fossero la stessa persona, sebbene nessuna prova diretta lo attesti.

### Contessa di Savoia
Nel 1064 Agnese sposò Pietro I di Savoia, con il quale ebbe tre figli:
- Agnese (c. 1066 - dopo il 13 marzo 1110) sposò Federico di Montbéliard ed ebbe figli
- Alix (morta dopo il 21 dicembre 1099) sposò Bonifacio del Vasto ed ebbe figli.
- (ipotizzata) Berta (c. 1075 - prima del 1111) sposò Pietro I d'Aragona, nipote di Ramiro I. Il precedente matrimonio di Agnese avrebbe fornito il contesto politico per questo matrimonio.

Pietro morì il 9 luglio 1078, lasciando Agnese vedova. Un documento conferma che Agnese, vedova del conte Pietro, era ancora in vita nel giugno 1089.